# Shh (Theo Evan)
Shh è un singolo del cantautore cipriota Theo Evan, pubblicato l'11 marzo 2025.

## Promozione
Nell'estate 2024 l'emittente radiotelevisiva cipriota Cyprus Broadcasting Corporation (CyBC) ha confermato la partecipazione all'Eurovision Song Contest 2025, annunciando la scelta del suo rappresentante attraverso una selezione interna. Dopo aver confermato che il candidato era già stato selezionato nel mese di agosto, Theo Evan è stato annunciato dall'emittente il 2 settembre 2024 come rappresentante dell'isola all'Eurovision Song Contest 2025, a Basilea, in Svizzera.
Shh, brano elettropop con sonorità trance, è stato scelto come sua proposta eurovisiva, ed è stato successivamente presentato l'11 marzo 2025.

## Video musicale
Il video musicale, diretto dallo stesso Evan e Savvas Chrīstou, è stato reso disponibile in concomitanza con il rilascio del singolo attraverso il canale YouTube dell'Eurovision Song Contest.

## Tracce
Testi di Elke Tiel, musiche di Dīmītrīs Kontopoulos, Elsa Søllesvik, Linda Dale e Lasse Nymann.
1. Shh – 3:01

## Formazione
- Theo Evan – voce, produzione, coreografia
- Savvas Chrīstou – produzione
- Borja Rueda – coreografia
- Elias Schinas – coreografia